# Riksväg 150
Riksväg 150 (norska: Riksvei 150), skyltad som Ring 3, även känd som Stora ringvägen (norska: Store ringvei) är en riksväg i sydöstra Norge som går mellan Europaväg 6 vid Hovin i Oslo och Europaväg 18 vid Lysaker i Bærums kommun i Akershus fylke. Den utgör en ringled kring centrala Oslo.
Vägen är cirka 14 kilometer lång, varav cirka 13 kilometer i Oslo fylke och cirka en kilometer i Akershus fylke. Den är asfalterad och passerar bland annat Ullevål stadion och Rikshospitalet.

## Anslutningar
Riksväg 150 ansluter till:
- Europaväg 6 (vid Hovin)
- Riksväg 163 (vid Økern)
- Riksväg 4 (vid Sinsen)
- Europaväg 18 (vid Lysaker)

## Bilder

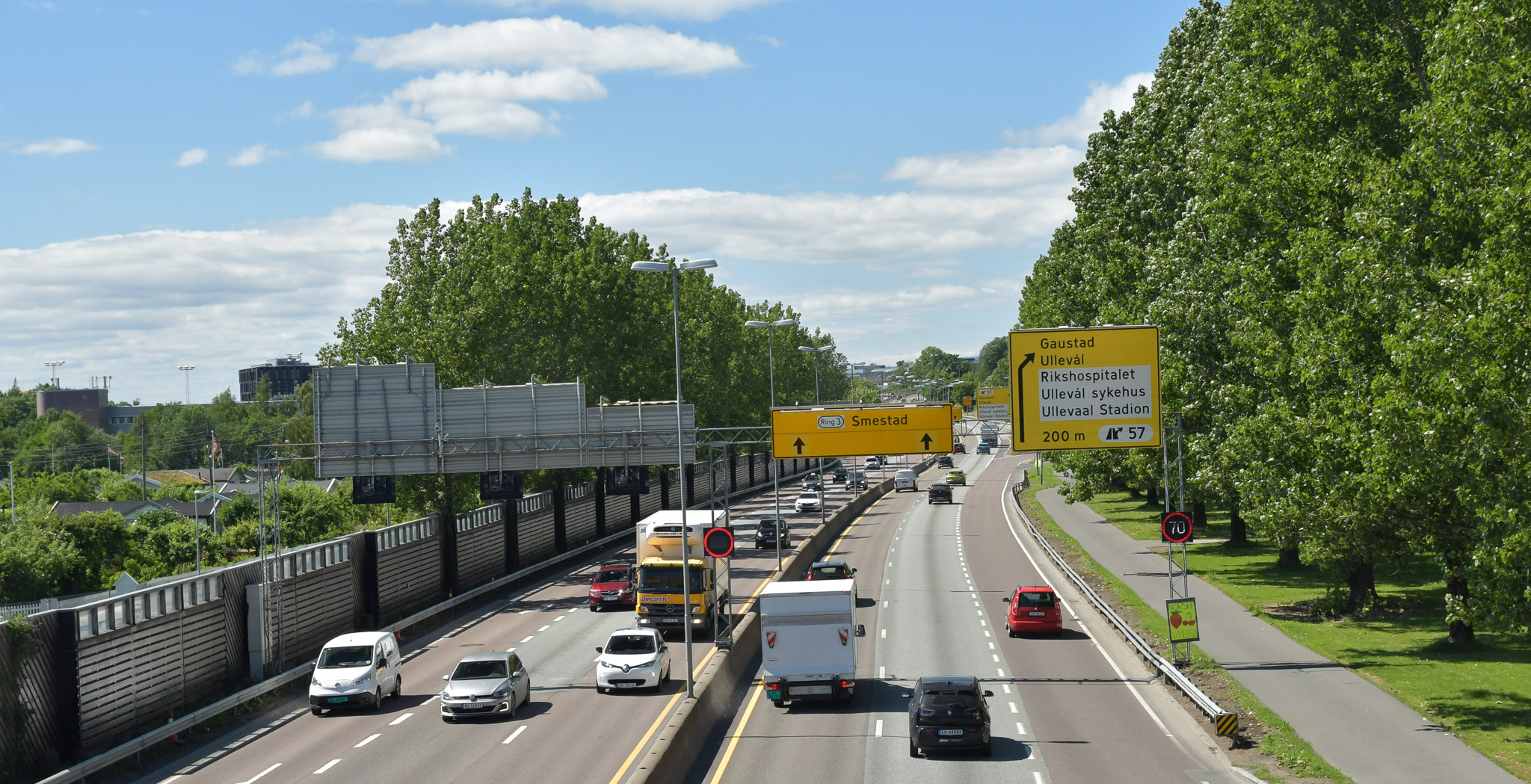
Riksväg 150 vid Sogn.
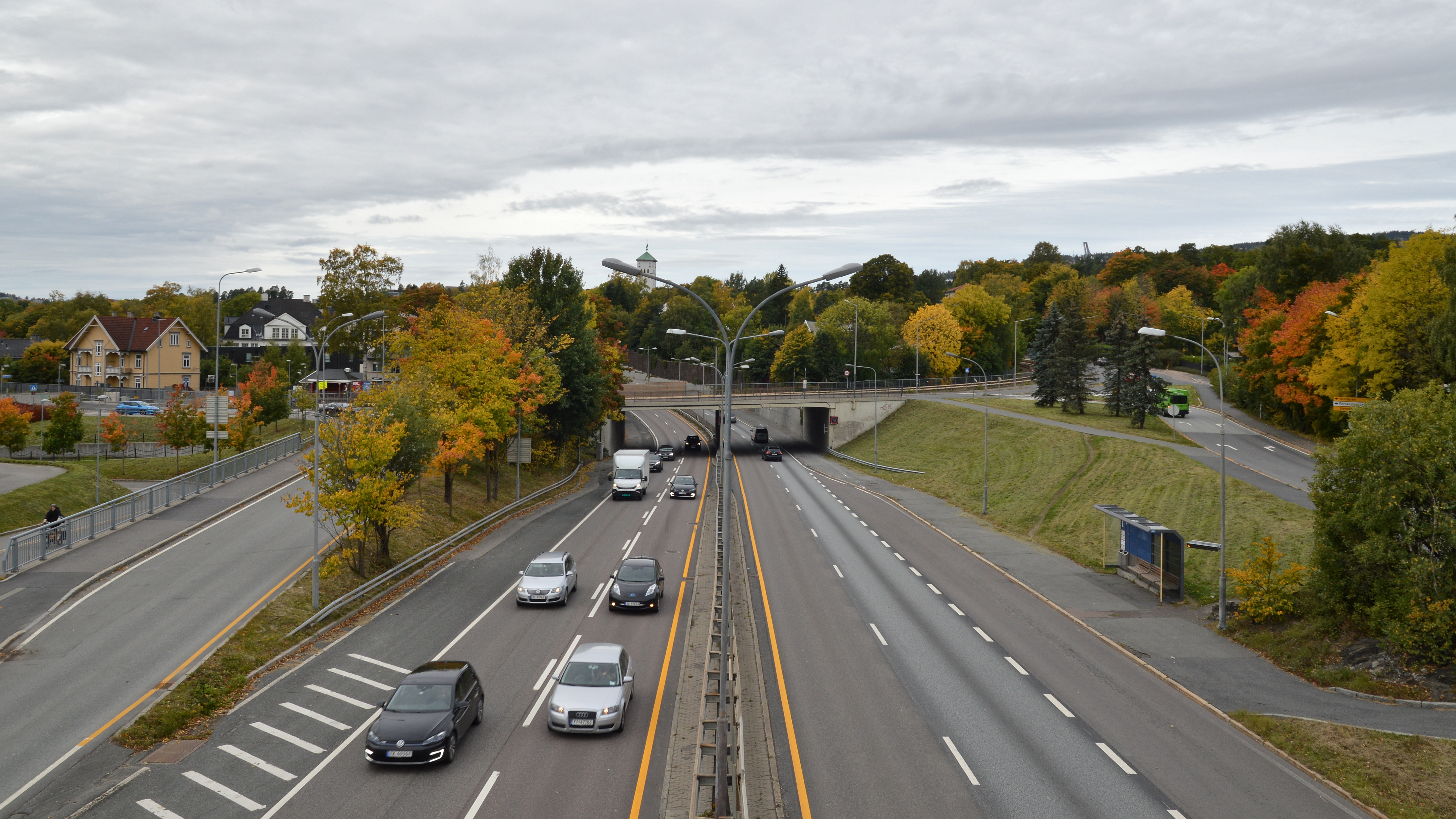
Riksväg 150 vid Rikshospitalet.
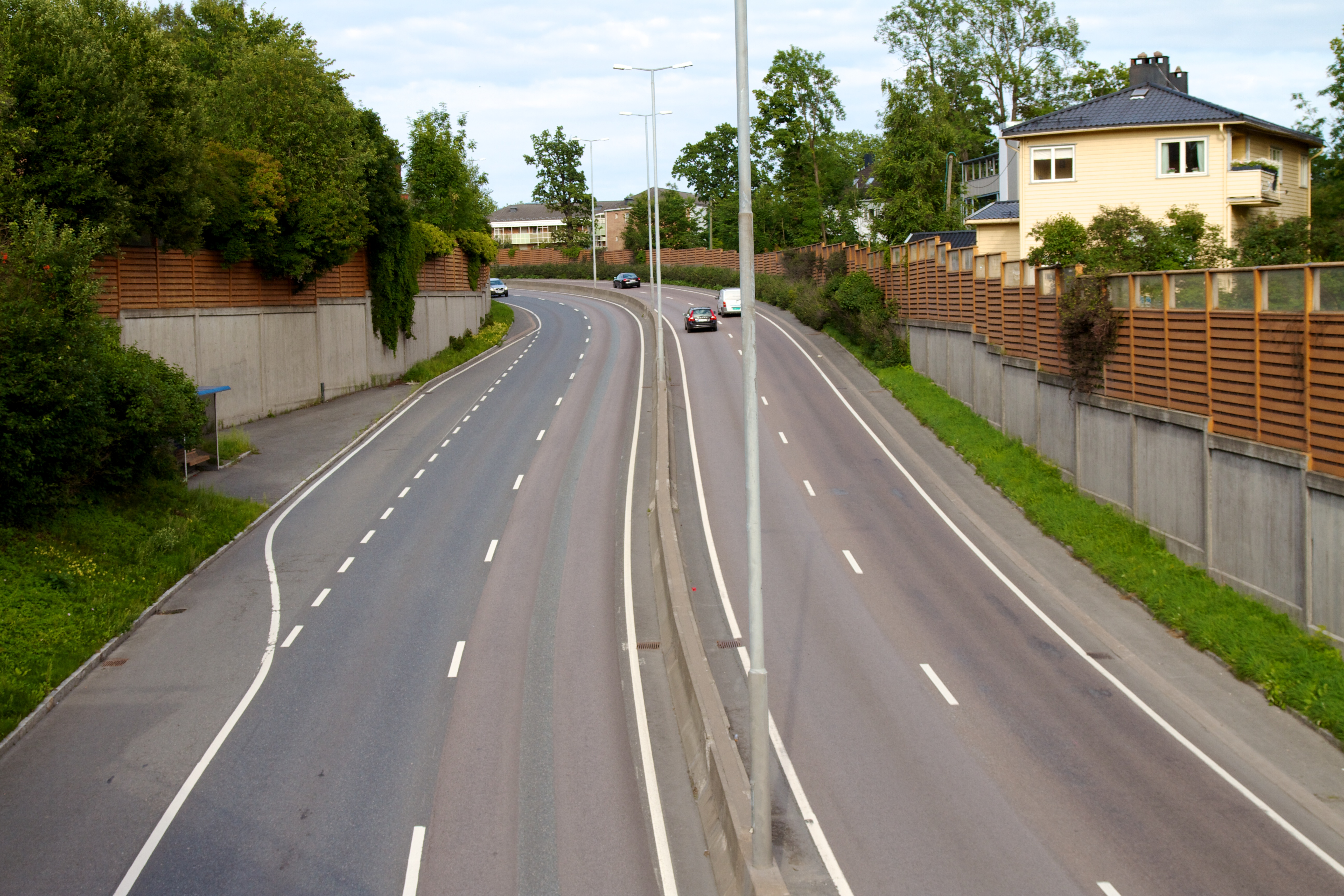
Riksväg 150 vid Vinderen.
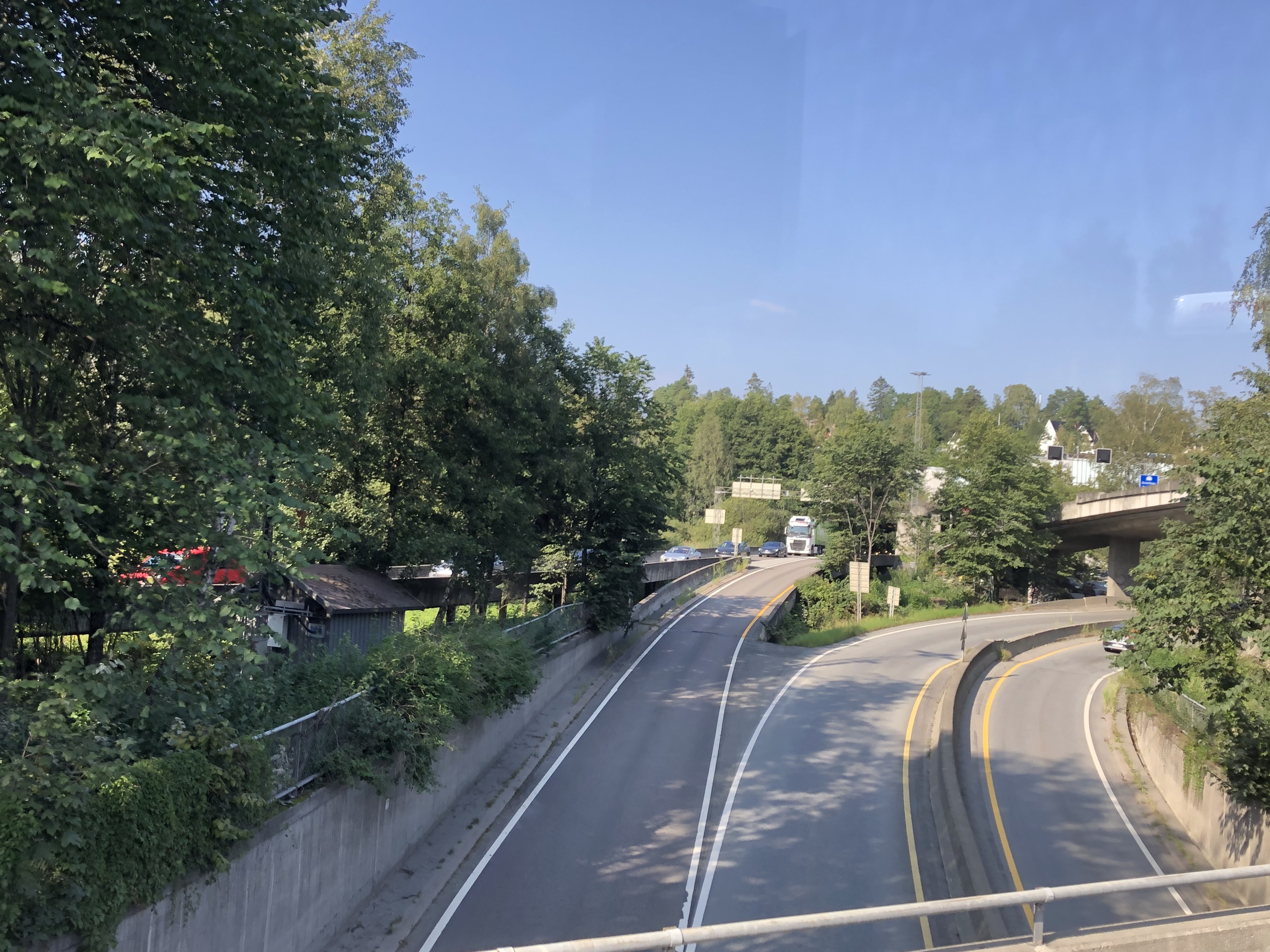
Riksväg 150 vid Lysaker.